# Signe Liljequist
Signe Maria Liljequist, född 23 juni 1876 i Vasa, död 19 mars 1958 i Odense, var en finländsk sångerska (sopran) och pedagog. 
Liljequist utmärkte sig som romanssångerska genom sin soprans varma klangfärg och det starka, men förfinade känslouttrycket i sångernas tolkning. Hon konserterade i Stockholm första gången 1912. Hon var 1924–1929 gift med den finländske pianisten Kosti Vehanen och senare bosatt i Köpenhamn.